# آماندین لنو
آماندین لنو (فرانسوی: Amandine Leynaud‎؛ زادهٔ ۲ مهٔ ۱۹۸۶) بازیکن هندبال اهل فرانسه است.